# سون هيونغ مين
سون هيونغ مين (هانغل: 손흥민؛ مواليد 8 يوليو 1992) هو لاعب كرة قدم كوري جنوبي يلعب في مركز الهجوم مع نادي لوس أنجلوس في الدوري الأمريكي لكرة القدم ومنتخب كوريا الجنوبية لكرة القدم.
يُنظر إلى سون على نطاق واسع على أنه أحد أفضل الأجنحة في العالم وأيضًا أحد أفضل اللاعبين الآسيويين في تاريخ كرة القدم الأوروبية، وغالبًا ما يُعتبر رمزًا في وطنيًّا في وطنه وآسيا، وقد تم ترشيحه لجائزة الكرة الذهبية في عام 2019، وهذا هو أعلى تصنيف على الإطلاق حتى الآن من قبل لاعب آسيوي. كان سون أيضًا أول لاعب آسيوي في التاريخ يسجل أكثر من 50 هدفًا في الدوري الإنجليزي الممتاز.
وُلِد سون في تشنتشون في مقاطعة غانغوون، وانضم إلى نادي هامبورغ في سن السادسة عشرة، وشارك لأول مرة في الدوري الألماني عام 2010. في عام 2013، انتقل إلى باير ليفركوزن مقابل 10 ملايين يورو، قبل ان يوقع مع توتنهام هوتسبير مقابل 22 مليون جنيه إسترليني بعد عامين. في وقت لاحق، أصبح أغلى لاعب آسيوي في التاريخ. أثناء وجوده في توتنهام، أصبح سون أفضل هداف آسيوي في التاريخ في كل من الدوري الإنجليزي ودوري أبطال أوروبا، وتجاوز الرقم القياسي الذي سجله تشا بوم كون كون أفضل هداف في المسابقة الأوروبية. في عام 2019، أصبح ثاني آسيوي في التاريخ يصل ويشارك كأساسي في نهائي دوري أبطال أوروبا بعد مواطنه بارك جي سونغ.
أصبح لاعب دولي كامل منذ 2010، ومثّل كوريا الجنوبية في نهائيات كأس العالم 2014 و2018 وهو الهداف التاريخي لمنتخب بلاده في كأس العالم بالاشتراك مع بارك جي سونغ وأن جونغ هوان بثلاثة أهداف. مثّل سون أيضًا كوريا الجنوبية في دورة الألعاب الآسيوية 2018، حيث فاز منتخبه بالميدالية الذهبية، بالإضافة إلى نسخ 2011 و2015 و2019 من كأس آسيا. احتلت كوريا المركز الثاني في عام 2015.

## النشأة
ولد سون هيونغ مين في تشنتشون، غانغوون. والده، سون وونغ جونغ هو لاعب كرة قدم سابق تحول إلى مدرب ولعب مباراة واحدة مع منتخب كوريا الجنوبية لكرة القدم.
جاء سون من خلال أكاديمية نادي سول، وهو نفس النادي الذي لعب له مدافع توتنهام السابق إي يونغ بيو. كان سون الفتى الذي يجمع الكرات في مباراة سول على أرضه في عام 2008 عندما كان لاعبًا شابًا لسول. في ذلك الوقت، كان قدوته لاعب خط الوسط إي تشونغ يونغ، الذي لعب لكريستال بالاس وبولتون واندررز. بصرف النظر عن لغته الأم الكورية، يجيد سون اللغتين الألمانية والإنجليزية بطلاقة. قال وكيله تيس بليمايستير إن سون كان مصممًا جدًا على تحقيق النجاح في أوروبا لدرجة أنه تعلم اللغة الألمانية من خلال مشاهدة حلقات سبونج بوب سكوير بانتس.

## مسيرته الكروية

### هامبورغ

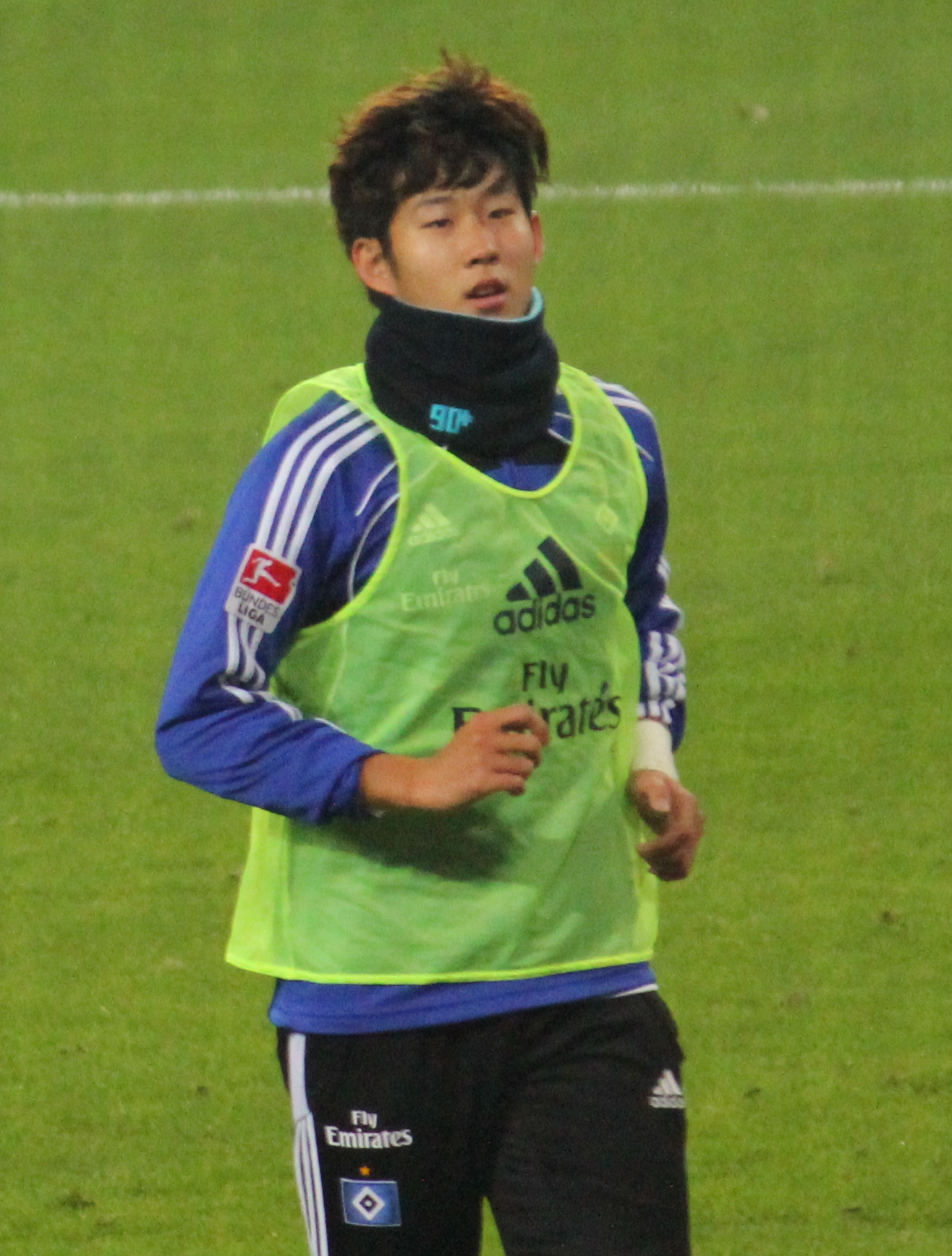
سون يجري الإحماء مع هامبورغ في 2011

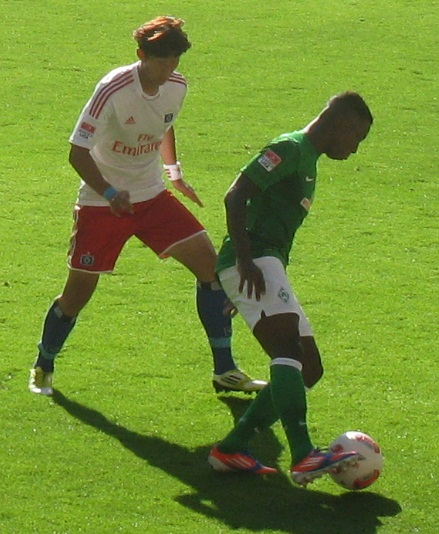
سون (يسار) يلعب مع هامبورغ ضد إليا من فيردر بريمن في أغسطس 2012

انضم سون عام 2009 بشكل رسمي إلى أكاديمية نادي هامبورغ الألماني.
سجل تسعة أهداف في مباريات ما قبل الموسم في موسم 2010–11 ووقع أول عقد احترافي له في مسيرته يوم عيد ميلاده الثامن عشر. سجل على تشيلسي في شهر أغسطس لتجلسه إصابة بعد ذلك في رجله لمدة شهرين. عاد للعب يوم 30 أكتوبر 2010 ليسجل أول أهدافه في الدوري الألماني وذلك ضد نادي كولن في الدقيقة الرابعة والعشرين. أصبح سون بذاك الهدف أصغر لاعب لهامبورغ يسجل هدفًا في الدوري الألماني وذلك بعمر 18 عامًا، الرقم القياسي الذي كان يحمله من قبله مانفريد كالتز.
وقع سون على عقد جديد مع هامبورغ يبقيه مع النادي حتى عام 2014. وسجل 14 هدفًا في جميع المنافسات في موسم 2010–11.
سجل سون خلال ما مباريات ما قبل موسم 2011–12 18 هدفًا في 9 مبارايات فقط. وبعد أن غاب عن المباراة الافتتاحية للموسم بسبب الحُمَّى، عاد ليسجل هدفين في 3 مباريات. وكما حدث في الموسم الذي قبله، تعرض سون لإصابة في كحله في مباراة ضد كولن انتهت بفوز الأخير بنتيجة 4–3 يوم 27 أغسطس. وأرجحت التوقعات غيابه إثرها لمدة ستة أسابيع. عاد على غرار التوقعات بعد ثلاث أسابيع فقط ليشارك في مباراة في الدوري ضد بوروسيا مونشنغلادباخ خسرها هامبورغ بنتيجة هدف نظيف يوم 17 سبتمبر. وعلى امتداد موسم 2011–12، شارك سون في 30 مباراة مع هامبورغ مسجلًا خمسة أهداف بينها أهداف مهمة ضد هانوفر 96 ونورنبرغ في نهاية الموسم مكنت هامبروغ من البقاء في منافسة الدوري متفاديًا الهبوط إلى دوري الدرجة الثانية.
بعد الانتقالات التي جرت مع بداية موسم 2012–13 والتي شهدت انتقال ملادن بيتريتش إلى فولهام وباولو غيريرو إلى كورينثيانز، اختار مدرب الفريق آنذاك تورستن فينك أن يجعل من سون لاعبًا أساسيًا. في موسم 2012–13 سجل سون ثنائية على بوروسيا دورتموند في أرض الأخير يوم 9 فبراير 2013 في مباراة فاز بها هامبورغ بنتيجة 4–1. وحاز لأدائه على جائزة رجل المباراة المقدمة من طرف صحيفة كيكر. سجل يوم 14 أبريل ثنائية أخرى ضد ماينتس 05. أنهى الموسم باثني عشر هدفًا في 34 مباراة ليصبح بذلك رابع لاعب آسيوي يسجل عشرة أهداف أو أكثر في الدوريات الأوروبية الثلاثة الكبرى.

### باير ليفركوزن

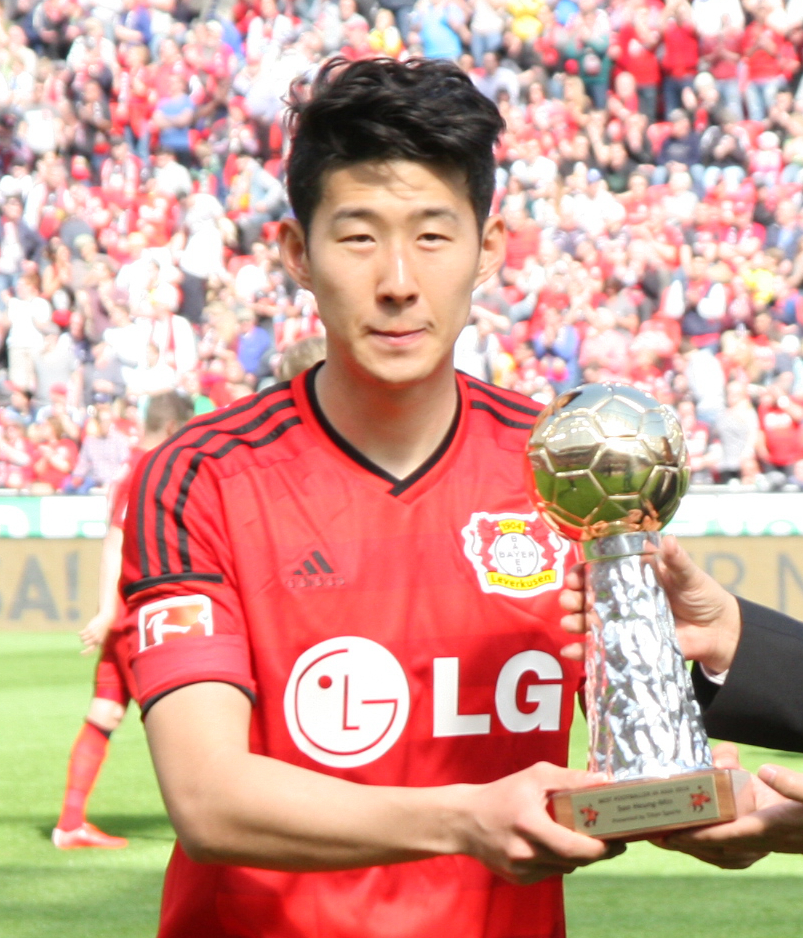
تكريم سون بجائزة تيتان سبور لأفضل لاعب في آسيا للعام 2014 في باي أرينا

يوم 13 يونيو 2013، أعلن نادي باير 04 ليفركوزن عن انضمام سون إلى صفوفه إثر صفقة قدرها 10 ملايين يورو كانت حينها أغلى صفقة في تاريخ النادي الألماني. وكانت مدة العقد الذي وقعه مع الفريق 5 سنوات. سرعان ما بدأ سون في التسجيل مع ناديه الجديد حيث سجل ثلاثة أهداف في مباراياته الثلاث الأولى في مبارايات ما قبل الموسم الودية والتي كانت ضد كل من ميونخ 1860 وأودينيزي ويوبين.
يوم 9 نوفمبر 2013، سجل سون ثلاثية في مرمى ناديه السابق هامبورغ في مباراة فاز فيها ليفركوزن بنتيجة خمسة أهداف لثلاثة. يوم 7 ديسمبر، سجل سون هدفًا مهمًا ضد بوروسيا دورتموند ليضع فريقه على بعد 4 نقاط فقط من متصدر الدوري الألماني. يوم 10 مايو 2014، سجل هدفًا ضد فيردر بريمن ليضمن بذلك لفريقه مقعدًا في دوري أبطال أوروبا 2014–15. أنهى موسم 2013–14 باثني عشر هدفًا في 43 مباراة.
سجل سون ثلاثية في مرمى نادي فولفسبورغ يوم 14 فبراير 2015 في مباراة خسرها فريقه بنتيجة 5–4 بعد أن كان متأخرًا بنتيجة 3–0. في موسم 2014–15 سجل سون في المجمل 17 هدفًا في 42 مباراة.
بدأ سون موسم 2015–16 مع باير ليفركوزن مشاركًا في مباراةٍ في الدوري وأخرى في المباريات المؤهلة لدوري الأبطال.

### توتنهام هوتسبير

#### موسم 2015–16
يوم 28 أغسطس 2015، انضم سون إلى نادي توتنهام هوتسبير الإنجليزي في صفقة قدرها 30 مليون يورو ووقع على عقد مدته خمس سنوات. أصبح بذلك أغلى لاعب آسيوي في التاريخ، الرقم القياسي الذي حمله قبله الياباني هيديتوشي ناكاتا الذي انتقل من روما إلى بارما عام 2001 مقابل 25 مليون يورو.
لعب سون مباراته الأولى بقميص توتنهام ضد سندرلاند يوم 13 سبتمبر وخرج مُستبدلًا في الدقيقة الثانية الستين وفاز توتنهام بالمباراة بهدف نظيف. في أولى مباريات توتنهام في الدوري الأوروبي 2015–16 والتي أقيمت يوم 17 سبتمبر، سجل سون أول هدفين له مع النادي اللندني ضد نادي قره باغ. بعد ثلاثة أيام، سجل هدفه الأول في الدوري الإنجليزي الممتاز، ضد كريستال بالاس على ملعب وايت هارت لين، وسجل في الدقيقة 68 ليمنح توتنهام الفوز الأول على أرضه في الدوري لهذا الموسم. في 28 ديسمبر في المباراة ضد واتفورد، حل سون محل توم كارول في الدقيقة 80 وسجل هدف الفوز لتوتنهام في الدقيقة 89. في 2 مايو، سجل الهدف الثاني ضد تشيلسي في مباراة حاسمة ليمنح توتنهام الأمل في الفوز بالدوري الممتاز. أدرك تشيلسي التعادل في الشوط الثاني، ليمنح اللقب إلى ليستر سيتي.

#### موسم 2016–17

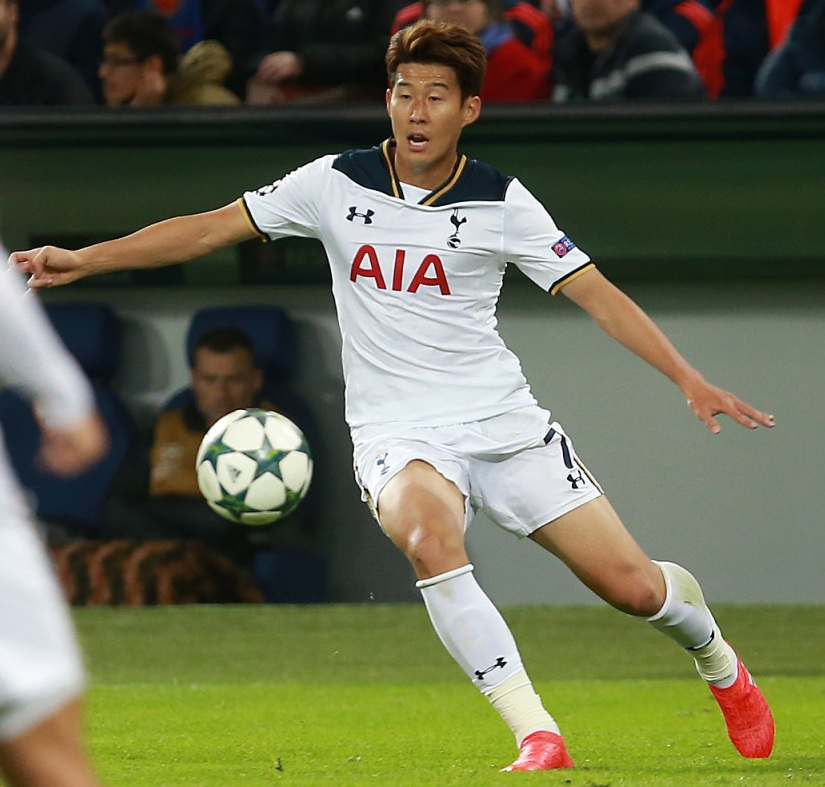
يلعب سون مع توتنهام هوتسبير في مباراة ضد سيسكا موسكو في 2016

قبل الموسم، ورد أنه طلب من مدرب توتنهام ماوريسيو بوتشيتينو الإذن بمغادرة توتنهام في محاولة للحصول على مزيد من وقت اللعب، ولكن بدلاً من ذلك حصل على فرصة للقتال من أجل حجز مكانه له في توتنهام. في 10 سبتمبر 2016، سجل سون ثنائية وصنع الهدف الثالث في أول مباراة له لهذا الموسم، في الفوز 4–0 ضد ستوك سيتي. تبع سون هذا الأداء بثنائية آخر على ميدلزبره في 24 سبتمبر، ليحقق فريقه الفوز 1–2. عند معادلة إجمالي عدد أهدافه في الدوري عن الموسم السابق بـ25 مباراة أقل، أشاد بوتشيتينو بسون باعتباره «شخصًا مختلفًا – إنه أكثر نضجًا ويعرف الدوري وقد استقر بشكل رائع الآن». واصل سون مسيرته الممتازة بهدفه الخامس في خامس مبارياته في يوم 27 سبتمبر في دوري أبطال أوروبا. لعب ضد سيسكا موسكو، حيث سجل الهدف الوحيد في المباراة. في 14 أكتوبر، تم اختيار سون كأفضل لاعب في الدوري الإنجليزي في شهر سبتمبر، وأصبح أول كوري جنوبي وأول آسيوي يحصل على الجائزة.
بعد عطلة عيد الميلاد، واصل سون تسجيل أهداف فردية خلال الشهرين التاليين، ثم في 12 مارس 2017 سجل أول هاتريك له مع توتنهام في كأس الاتحاد الإنجليزي ضد ميلوول في الفوز 6–0. في نفس المباراة، تعرض للعنصرية من قبل من مشجعي ميلوول الذين هتفوا «دي في دي» و «يبيع ثلاثة مقابل خمسة» كلما لمس الكرة، في إشارة إلى الصورة النمطية تجاه الشرق آسيويين. سجل في الفوز 2–0 خارج ملعبه على بيرنلي في 1 أبريل 2017، وبعد أربعة أيام سجل هدفًا في الدقيقة 91 ليضع توتنهام في المقدمة أمام سوانزي، في المباراة التي كانو خاسرين فيها 1–0 إلى الدقيقة 88 وانتهت بالفوز 3–1. أدت ثنائيته على أرضه أمام واتفورد في عطلة نهاية الأسبوع التالية إلى رفع رصيد أهدافه في الموسم إلى 18 هدفًا، 11 هدفًا منها في الدوري الإنجليزي الممتاز، وعادل أفضل رقم من أهدافه في موسم واحد. في 12 مايو 2017، أعلن توتنهام أن سون قد فاز بلقب أفضل لاعب في الدوري الإنجليزي لشهر أبريل، وهي المرة الثانية في مسيرته، وبالتالي أصبح اللاعب الوحيد في 2016–17 الذي فاز بالجائزة مرتين. في 18 مايو 2017، سجل سون هدفين خارج ملعبه أمام ليستر سيتي كجزء من الفوز 6–1 على منافسهم السابق على اللقب. مع تسجيله لـ21 هدفًا في جميع المسابقات، انضم سون إلى هاري كين وديلي ألي كأول ثلاثي من لاعبي توتنهام يسجل أكثر من 20 هدفًا في الموسم.

#### موسم 2017–18
سجل سون هدفه الأول في موسم 2017–18 في مباراة دوري أبطال أوروبا ضد بوروسيا دورتموند في 13 سبتمبر 2017 على ملعب ويمبلي، وانتهت المباراة بالفوز 3–1. سجل أول هدف له في الدوري لهذا الموسم عندما فاز توتنهام على ليفربول 4–1 على أرضه. في 5 نوفمبر 2017، سجل سون الهدف الوحيد في مباراة الفوز 1–0 على كريستال بالاس. الهدف رفع رصيده في الدوري الممتاز إلى 20، وبذلك أصبح أفضل هداف آسيوي في تاريخ الدوري الإنجليزي الممتاز، محطمًا الرقم القياسي الذي حققه بارك جي سونغ مع مانشستر يونايتد. في 13 يناير 2018، سجل سون هدفاً وصنع آخر في مباراة ضد إيفرتون، معادلًا الرقم القياسي مع النادي الذي حققه جيرمين ديفو في عام 2004 بتسجيله في خمس مباريات متتالية على أرضه. في 28 فبراير 2018، سجل سون ثنائية وصنع هدف فرناندو يورينتي في فوز توتنهام على روتشديل 6–1 في الجولة الخامسة من كأس الاتحاد الإنجليزي. أصبح سون أول آسيوي ينهي الموسم بصفته واحدًا من أفضل 10 هدافين في الدوري الإنجليزي الممتاز.

#### موسم 2018–19
في 20 يوليو 2018، وقع سون عقد جديد مدته خمس سنوات ليمديد عقده مع توتنهام حتى عام 2023. جاءت أولى أهدافه في أكتوبر 2018 عندما سجل ثنائية في مباراته رقم 150 مع توتنهام في مباراة كأس الاتحاد الإنجليزي 2018–19 ضد وست هام يونايتد. سجل هدفه الأول في الدوري لهذا الموسم، وكان هدفه الخمسين مع النادي في جميع المسابقات، عن طريق مجهود فردي في مباراة الفوز 3–1 على أرضه أمام تشيلسي، مُلحقًا الهزيمة الأولى تشيلسي في الدوري لهذا الموسم. حصل هذا الهدف على جائزة هدف الشهر في الدوري الإنجليزي الممتاز لشهر نوفمبر. في 13 فبراير 2019، سجل سون الهدف الأول في الفوز 3–0 على بوروسيا دورتموند، في ذهاب دور الـ16، دوري أبطال أوروبا. في نهاية الشهر حصل على جائزة أفضل لاعب في الدوري الإنجليزي الممتاز في حفل توزيع جوائز لندن لكرة القدم. في 3 أبريل 2019، سجل سون أول هدف رسمي على ملعب توتنهام هوتسبير الجديد بفوزه 2–0 على كريستال بالاس.
في 9 أبريل 2019، سجل سون أول هدف له في البطولة الأوروبية على ملعب توتنهام هوتسبير في الفوز 1–0 على مانشستر سيتي في ربع نهائي دوري أبطال أوروبا 2018–19. في مباراة الإياب، سجل سون ثنائية ليتأهل توتنهام عن طريق قانون أهداف خارج الديار بعد التعدل 4–4 في مجموع المباراتين، ويساعد النادي على الوصول إلى نصف نهائي المسابقة لأول مرة منذ عام 1962، والمرة الثانية في التاريخ. كما جعلته ثنائيته اللاعب الآسيوي الأعلى تسجيلًا للأهداف في تاريخ البطولة برصيد 12 هدفًا، متجاوزًا الرقم القياسي السابق الذي كان يحمله ماكسيم شاتسكيخ. في 4 مايو 2019، تلقى سون أول بطاقة حمراء له في الدوري الإنجليزي الممتاز بسبب دفعه لجيفرسون ليرما.

#### موسم 2019–20
افتتح سون موسم 2019–20 في 14 سبتمبر 2019 بتسجيل ثنائية في مرمى كريستال بالاس في الدوري الإنجليزي الممتاز في المباراة التي انتهت بنتيجة 4–0. في 21 أكتوبر، تم اختيار سون في القائمة المختصرة المكونة من 30 لاعبًا لجائزة الكرة الذهبية 2019. في 3 نوفمبر، طُرد سون خلال التعادل 1–1 أمام إيفرتون بعد أن تدخله على أندريه غوميش من الخلف، مما تسبب في سقوطه بشكل عنيف وعاني من إصابة شديدة في الكاحل. وأثارت الإصابة قلقا واسعا لدى اللاعبين والجماهير. كان من الواضح أن سون حزين للغاية بسبب ما حدث. بعد البطاقة الحمراء لتدخله على جوميز، تلقى سون أيضًا الإيقاف لثلاث مباريات في الدوري. ومع ذلك، أعرب العديد من المحترفين بما في ذلك لاعب إيفرتون السابق كيفن كيلبان عن انتقادهم لقرار البطاقة الحمراء، وقدم توتنهام استئنافًا لاتحاد كرة القدم ضد الإيقاف، وقبل الاتحاد الإنجليزي الاستئناف وألغيت البطاقة الحمراء لسون في 5 نوفمبر. بعد ثلاثة أيام من هذه الحادثة، في مباراة خارج أرضه 4–0 في دوري أبطال أوروبا أمام النجم الأحمر بلغراد، سجل سون ثنائية، بدلاً من الاحتفال بهدفه الأول، اعتذر للكاميرا عما حدث في ملعب غوديسون بارك.
في 23 نوفمبر 2019، سجل سون الهدف الأول لتوتنهام في أول مباراة لجوزيه مورينيو كمدير فني، مما جعله أفضل لاعب في المباراة بفوز توتنهام 3–2. في 7 ديسمبر، ركض سون من أحد طرفي الملعب إلى الطرف الآخر، متجاوزًا سبعة من لاعبي بيرنلي، ليسجل هدفًا بمجهود فردي تم وصفه بأنه هدف الموسم. طبيعة الهدف جلعت مورينيو يلقبه بـ «سونالدو نازاريو» في إشارة إلى نوعية الأهداف التي كان يسجلها الدولي السابق رونالدو. في 22 ديسمبر 2019، في مواجهة تشيلسي، تم طرد سون بعد تدخله على أنطونيو روديغر. في يناير 2020، حصل سون على جائزة أفضل هدف في الدوري الإنجليزي لشهر ديسمبر عن هدفه ضد بيرنلي، وفاز ذات الهدف بجائزة هدف الموسم أيضًا. في 16 فبراير 2020، سجل سون هدفين على ملعب فيلا بارك وحقق فوزًا 3–2 لتوتنهام، حيث أصبح أول لاعب كرة قدم آسيوي يسجل 50 هدفًا في الدوري الإنجليزي الممتاز، حيث سجل 51 هدفًا في 151 مباراة بالدوري الممتاز. لعب سون المباراة كاملة على الرغم من تعرضه لكسر في ذراعه في الثانية 31 من المباراة. أعلن المدرب جوزيه مورينيو في مرحلة لاحقة أنه غير متفائل بشأن إصابة سون وأنه من المحتمل أنه سيغيب لبقية الموسم.
في 6 أبريل 2020، بينما تم إيقاف كرة القدم بسبب جائحة فيروس كورونا في أوروبا، تم التأكيد على أن سون سوف يؤدي خدمته العسكرية الإلزامية لكوريا الجنوبية. بعد إنهاء الحجر الصحي لمدة أسبوعين عند عودته إلى كوريا، خدم مع مشاة البحرية لمدة ثلاثة أسابيع في جزيرة جيجو.

#### موسم 2020–21
في مباراة الدوري الممتاز الثانية لموسم 2020–21، سجل سون أربعة أهداف، جميعها بصناعة هاري كين، في الفوز 5–2 على ساوثهامبتون وأول فوز في الدوري لهذا الموسم. كانت هذه هي المرة الأولى في تاريخ الدوري الإنجليزي الممتاز التي يسجل فيها لاعب واحد أربعة أهداف في مباراة بينما تكون جميع الأهداف من صناعة لاعب واحد. في مباراة بالدوري الإنجليزي الممتاز في 4 أكتوبر، سجل هدفين ضد مانشستر يونايتد ليساعده توتنهام على الفوز 6–1، وهو أكبر فوز لتوتنهام على ملعب أولد ترافورد وأفضل نتيجة لهم ضد يونايتد منذ فوزهم على أرضهم في عام 1932. بناءً على أدائه، تلقى سون جائزة لاعب الشهر في الدوري الإنجليزي الممتاز في 13 نوفمبر 2020.
في 2 يناير 2021، سجل سون هدفه رقم 100 مع توتنهام في مباراة الفوز 3–0 ضد ليدز.

## مسيرته الدولية

### الشباب وكأس آسيا 2011
كان سون عضوًا في منتخب كوريا الجنوبية الذي شارك في كأس العالم تحت 17 سنة 2009 الذي أقيم في نيجيريا. سجل 3 أهداف في هذه البطولة.
في 24 ديسمبر 2010، تم اختيار سون في تشكيلة منتخب كوريا الجنوبية للمشاركة في كأس آسيا 2011، حيث شارك لأول مرة مع المنتخب الوطني في مباراة ودية قبل البطولة ضد سوريا في 30 ديسمبر. في نهائيات البطولة، سجل سون هدفه الدولي الأول خلال هزيمة الهند 4–1 في مرحلة المجموعات.

### كأس العالم 2014
في 7 أكتوبر 2011، بعد أن غاب في البداية عن أول مباراتين من تصفيات كأس العالم 2014 لكوريا الجنوبية في 2 و6 سبتمبر 2011 بسبب إصابة في الكاحل، لعب سون في مباراة ودية ضد بولندا، شارك مرة أخرى في تصفيات كأس العالم في 11 أكتوبر ضد الإمارات. كان اختياره للعب مع المنتخب الوطني مصدر قلق لوالد سون، الذي أثار ضجة من خلال مطالبة الاتحاد الكوري لكرة القدم بعدم اختيار ابنه للمنتخب الوطني في المستقبل القريب حتى يتمكن من الراحة والنضج أكثر كلاعب. رد تشو كوانغ–راي، مدرب كوريا الجنوبية حينها، بالقول إنه سيستمر في استدعاء سون عند الحاجة.

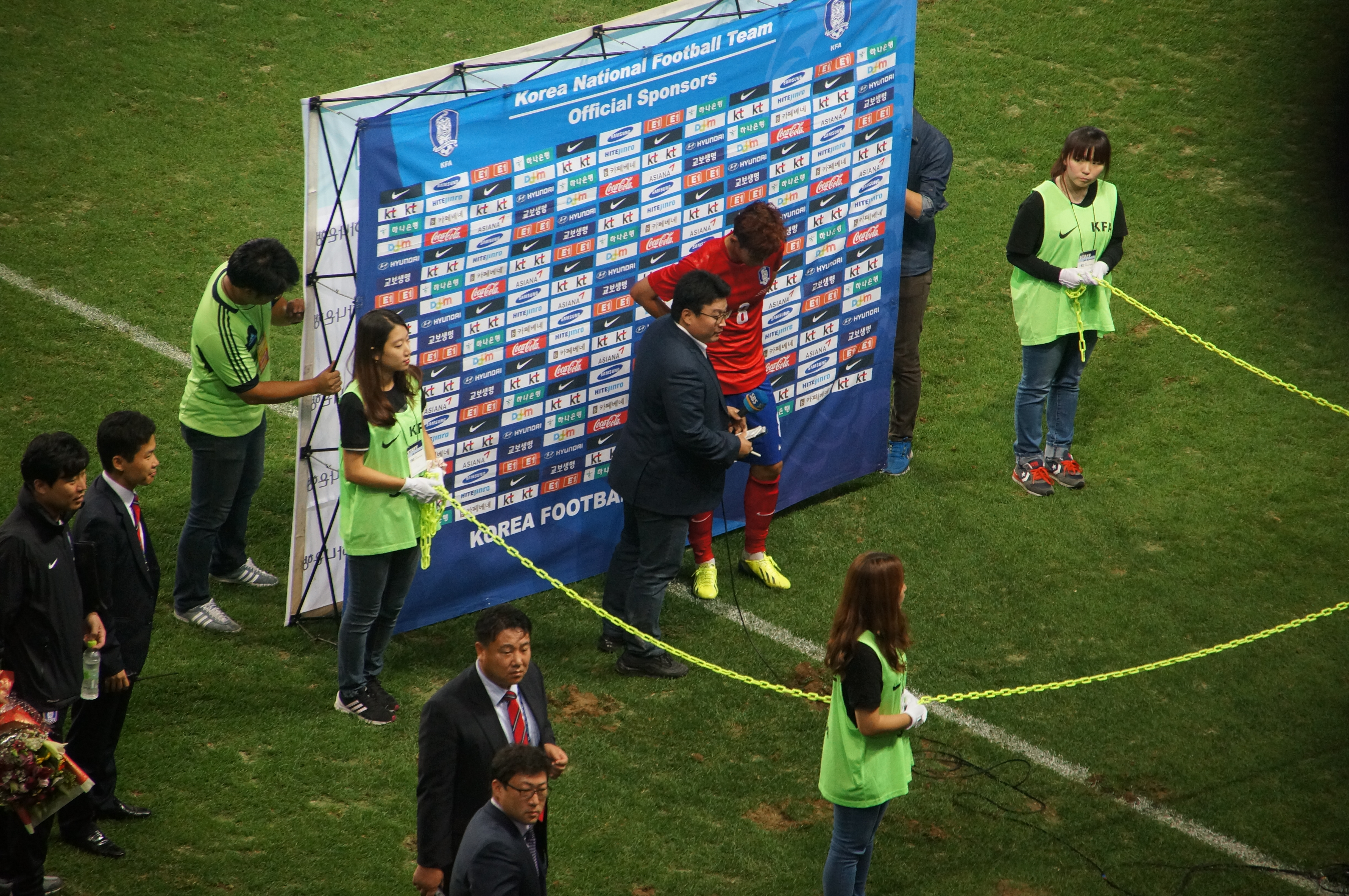
مقابلة سون بعد اللعب مع كوريا الجنوبية في عام 2013

رفض سون فرصة المشاركة في أولمبياد لندن 2012، واختار التركيز على مسيرته الكروية في نادي هامبورغ. نُقل عن سون قوله، «في كوريا، يكون للمشاركة الأولمبية معنى خاص، لكنني أريد أن أتحسن مع هامبورغ. ما يهم هو أن أنفق كل وقتي في تدريبات الفريق». ومع ذلك، فقد لعب سون للمنتخب الوطني في خريف عام 2012 في مباراتين لتصفيات كأس العالم 2014 ضد لبنان وإيران، وأصبح استدعاه منتظمًا في المباريات الودية ومباريات تصفيات كأس العالم في 2013. في تصفيات كأس العالم ضد قطر في 23 مارس 2013، دخل سون كبديل في الدقيقة 81 وسجل هدف الفوز في الدقيقة 96.
في يونيو 2014، تم اختيار سون في تشكيلة كوريا الجنوبية للمشاركة في كأس العالم 2014. في 22 يونيو، سجل في مباراة الخسارة 4–2 أمام الجزائر في مباراة الفريق الثانية بالمجموعة. طلب الاتحاد الكوري لكرة القدم من باير ليفركوزن السماح لسون باللعب في دورة الألعاب الآسيوية 2014، حيث أن الفوز بالميدالية الذهبية في البطولة سيمنح سون إعفاء من الخدمة العسكرية. على الرغم من تأكيد سون على اهتمامه وجهود الاتحاد الكوري لكرة القدم، إلا أن ناديه في ذلك الوقت، باير ليفركوزن، رفض السماح له، لأن مشاركته تعني أنه سيغيب عن النادي لست مباريات على الأقل.

### كأس آسيا 2015
تم اختيار سون للمشاركة مع كوريا الجنوبية في كأس آسيا 2015 في أستراليا. في الدور ربع النهائي، سجل هدفي الفريق في الوقت الإضافي، حيث فاز 2–0 على أوزبكستان. في النهائي ضد أصحاب الأرض، سجل هدف التعادل في الدقيقة 91، لكن فريقه خسر 2–1 في الأشواط الإضافية. تم اختياره كواحد من ثلاثة مهاجمين في فريق البطولة.

### أولمبياد 2016 وكأس العالم 2018
في 3 سبتمبر 2015 على ستاد مجمع هواسيونغ، سجل سون هاتريك في فوزه 8–0 على لاوس في الدور الثاني من تصفيات كأس العالم 2018. في يونيو 2016، تم اختيار سون كلاعب فوق السن في تشكيلة كوريا الجنوبية لدورة الألعاب الأولمبية الصيفية لعام 2016. سجل سون ثنائية في دور المجموعات بهدف ضد فيجي وآخر ضد ألمانيا، مما ساعد فريقه على صدارة المجموعة بفوزين وتعادل. تم إقصاء كوريا الجنوبية من قبل هندوراس في ربع النهائي، مع إهدار سون لفرص حاسمة.

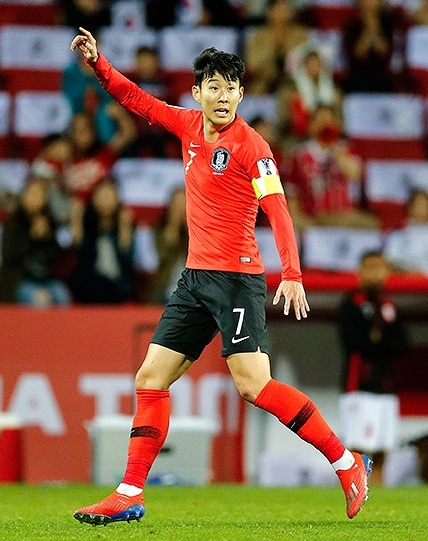
سون يلعب مع كوريا الجنوبية في كأس آسيا 2019

في 13 يونيو 2017، كسر سون ساعده الأيمن بعد أن سقط على ذراعه خلال مباراة في تصفيات كأس العالم في الدوحة ضد قطر. كان جزءًا من الفريق الذي شهد تأهل كوريا لكأس العالم 2018 بعد التعادل 0–0 ضد أوزبكستان في 5 سبتمبر 2017. في 4 يونيو 2018، تم اختيار سون في قائمة مكونة من 23 لاعبا للمشاركة في كأس العالم 2018. في 23 يونيو، سجل سون هدفاً من خارج منطقة الجزاء – تسديدة لولبية في الزاوية العليا – على الرغم من هزيمة فريقه 2–1 أمام المكسيك في مباراتهم الثانية في دور المجموعات. في 27 يونيو، خلال المباراة الأخيرة في دور المجموعات، سجل الهدف الثاني في الدقيقة 97 في فوزهم 2–0 على ألمانيا بطل العالم، ليؤكد إقصائهم.

### دورة الألعاب الآسيوية 2018
تم اختيار سون كواحد من ثلاثة لاعبين سنهم فوق 23 مسموح لهم اللعب مع منتخب كوريا الجنوبية تحت 23 سنة للمشاركة بدورة الألعاب الآسيوية 2018 في إندونيسيا. كان قائد المنتخب في المباراة الأخيرة من دور المجموعات ضد قيرغيزستان، وسجل الهدف الوحيد في المباراة لمساعدة الفريق في الوصول إلى الأدوار الاقصائية. كما قاد الفريق في جولات خروج المغلوب ووصل إلى المباراة النهائية بعد فوز محاربي تايغوك على فيتنام 3–1. في مباراة الميدالية الذهبية، صنع سون هدفي الأشواط الإضافية في الفوز 2–1 على اليابان، مما ضمن إعفاء الفريق بالكامل من الخدمة العسكرية الإلزامية.

### كأس آسيا 2019
تم استدعاء سون كقائد للمشاركة بطولة كأس آسيا 2019 في الإمارات العربية المتحدة من قبل باولو بينتو، لكنه غاب عن أول مباراتين في المجموعة بسبب اتفاق مع توتنهام هوتسبير بشأن استدعائه. مرر تمريرة حاسمة في مباراة المجموعة الثالثة ضد الصين. عاد إلى لندن بعد هزيمة منتخبه في ربع النهائي أمام البطل لاحقًا قطر.

## الرعاية والإعلام
لدى سون عقد رعاية مع شركة أديداس للملابس والمعدات الرياضية.

## الإحصائيات

### النادي
آخر تحديث 9 ديسمبر 2024.
| النادي          | الموسم   | الدوري                  | الدوري | الدوري  | الكأس الوطني | الكأس الوطني | كأس الدوري | كأس الدوري | أوروبا | أوروبا  | المجموع | المجموع |
| النادي          | الموسم   | الدرجة                  | الظهور | الأهداف | الظهور       | الأهداف      | الظهور     | الأهداف    | الظهور | الأهداف | الظهور  | الأهداف |
| --------------- | -------- | ----------------------- | ------ | ------- | ------------ | ------------ | ---------- | ---------- | ------ | ------- | ------- | ------- |
| هامبورغ ب       | 2009–10  | الدوري الشمالي الإقليمي | 6      | 1       | —            | —            | —          | —          | —      | —       | 6       | 1       |
| هامبورغ         | 2010–11  | الدوري الألماني         | 13     | 3       | 1            | 0            | —          | —          | —      | —       | 14      | 3       |
| هامبورغ         | 2011–12  | الدوري الألماني         | 27     | 5       | 3            | 0            | —          | —          | —      | —       | 30      | 5       |
| هامبورغ         | 2012–13  | الدوري الألماني         | 33     | 12      | 1            | 0            | —          | —          | —      | —       | 34      | 12      |
| هامبورغ         | المجموع  | المجموع                 | 73     | 20      | 5            | 0            | —          | —          | —      | —       | 78      | 20      |
| باير ليفركوزن   | 2013–14  | الدوري الألماني         | 31     | 10      | 4            | 2            | —          | —          | 8      | 0       | 43      | 12      |
| باير ليفركوزن   | 2014–15  | الدوري الألماني         | 30     | 11      | 2            | 1            | —          | —          | 10     | 5       | 42      | 17      |
| باير ليفركوزن   | 2015–16  | الدوري الألماني         | 1      | 0       | 0            | 0            | —          | —          | 1      | 0       | 2       | 0       |
| باير ليفركوزن   | المجموع  | المجموع                 | 62     | 21      | 6            | 3            | —          | —          | 19     | 5       | 87      | 29      |
| توتنهام هوتسبير | 2015–16  | الدوري الإنجليزي        | 28     | 4       | 4            | 1            | 1          | 0          | 7      | 3       | 40      | 8       |
| توتنهام هوتسبير | 2016–17  | الدوري الإنجليزي        | 34     | 14      | 5            | 6            | 0          | 0          | 8      | 1       | 47      | 21      |
| توتنهام هوتسبير | 2017–18  | الدوري الإنجليزي        | 37     | 12      | 7            | 2            | 2          | 0          | 7      | 4       | 53      | 18      |
| توتنهام هوتسبير | 2018–19  | الدوري الإنجليزي        | 31     | 12      | 1            | 1            | 4          | 3          | 12     | 4       | 48      | 20      |
| توتنهام هوتسبير | 2019–20  | الدوري الإنجليزي        | 30     | 11      | 4            | 2            | 1          | 0          | 6      | 5       | 41      | 18      |
| توتنهام هوتسبير | 2020–21  | الدوري الإنجليزي        | 37     | 17      | 2            | 0            | 3          | 1          | 7      | 3       | 49      | 29      |
| توتنهام هوتسبير | 2021–22  | الدوري الإنجليزي        | 35     | 23      | 2            | 0            | 4          | 0          | 3      | 1       | 42      | 24      |
| توتنهام هوتسبير | 2022–23  | الدوري الإنجليزي        | 36     | 10      | 3            | 2            | 0          | 0          | 8      | 2       | 47      | 14      |
| توتنهام هوتسبير | 2023–24  | الدوري الإنجليزي        | 35     | 17      | 0            | 0            | 1          | 0          | 0      | 0       | 36      | 17      |
| توتنهام هوتسبير | 2024–25  | الدوري الإنجليزي        | 12     | 4       | 0            | 0            | 1          | 0          | 3      | 1       | 16      | 5       |
| توتنهام هوتسبير | المجموع  | المجموع                 | 315    | 124     | 28           | 14           | 16         | 4          | 48     | 23      | 395     | 161     |
| الإجمالي        | الإجمالي | الإجمالي                | 456    | 166     | 39           | 17           | 16         | 4          | 67     | 28      | 566     | 211     |

1. ↑  تشمل كأس ألمانيا، وكأس الاتحاد الإنجليزي
2. ↑  تشمل كأس رابطة الأندية الإنجليزية المحترفة
3. 1 2 3 4 5 6 7  المباريات في دوري أبطال أوروبا
4. 1 2 3  المباريات في الدوري الأوروبي
5. ↑  6 مباريات وهدف واحد في دوري أبطال أوروبا، مباراتين في الدوري الأوروبي
6. ↑  المباريات في دوري المؤتمر الأوروبي

### المنتخب
آخر تحديث 17 نوفمبر 2020.
| المنتخب الوطني        | العام    | الظهور | الأهداف |
| --------------------- | -------- | ------ | ------- |
| كوريا الجنوبية تحت 17 | 2008     | 10     | 4       |
| كوريا الجنوبية تحت 17 | 2009     | 8      | 3       |
| كوريا الجنوبية تحت 17 | المجموع  | 18     | 7       |
| كوريا الجنوبية تحت 23 | 2016     | 4      | 2       |
| كوريا الجنوبية تحت 23 | 2018     | 6      | 1       |
| كوريا الجنوبية تحت 23 | المجموع  | 10     | 3       |
| كوريا الجنوبية        | 2010     | 1      | 0       |
| كوريا الجنوبية        | 2011     | 7      | 1       |
| كوريا الجنوبية        | 2012     | 3      | 0       |
| كوريا الجنوبية        | 2013     | 11     | 4       |
| كوريا الجنوبية        | 2014     | 12     | 2       |
| كوريا الجنوبية        | 2015     | 12     | 9       |
| كوريا الجنوبية        | 2016     | 6      | 1       |
| كوريا الجنوبية        | 2017     | 9      | 3       |
| كوريا الجنوبية        | 2018     | 13     | 3       |
| كوريا الجنوبية        | 2019     | 13     | 3       |
| كوريا الجنوبية        | 2020     | 2      | 0       |
| كوريا الجنوبية        | المجموع  | 89     | 26      |
| الإجمالي              | الإجمالي | 117    | 36      |

اعتبارًا من 19 نوفمبر 2019.
قائمة الأهداف والنتائج مع منتخب كوريا الجنوبية.
| #  | التاريخ        | المكان                                         | م. | الخصم     | الهدف | النتيجة | المسابقة               |
| -- | -------------- | ---------------------------------------------- | -- | --------- | ----- | ------- | ---------------------- |
| 1  | 18 يناير 2011  | استاد ثاني بن جاسم، الدوحة، قطر                | 3  | الهند     | 4–1   | 4–1     | كأس آسيا 2011          |
| 2  | 26 مارس 2013   | ملعب كأس العالم سول، سول، كوريا الجنوبية       | 13 | قطر       | 2–1   | 2–1     | تصفيات كأس العالم 2014 |
| 3  | 6 سبتمبر 2013  | ملعب إنتشون لكرة القدم، إنتشون، كوريا الجنوبية | 17 | هايتي     | 1–0   | 4–1     | ودية                   |
| 4  | 6 سبتمبر 2013  | ملعب إنتشون لكرة القدم، إنتشون، كوريا الجنوبية | 17 | هايتي     | 4–1   | 4–1     | ودية                   |
| 5  | 15 أكتوبر 2013 | ملعب تشيونان، تشونان، كوريا الجنوبية           | 20 | مالي      | 2–1   | 3–1     | ودية                   |
| 6  | 5 مارس 2014    | ملعب كارايسكاكيس، أثينا، اليونان               | 23 | اليونان   | 2–0   | 2–0     | ودية                   |
| 7  | 22 يونيو 2014  | ملعب بيرا–ريو، بورتو أليغري، البرازيل          | 27 | الجزائر   | 1–3   | 2–4     | كأس العالم 2014        |
| 8  | 22 يناير 2015  | ملعب ملبورن المستطيل، ملبورن، أستراليا         | 37 | أوزبكستان | 1–0   | 2–0     | كأس آسيا 2015          |
| 9  | 22 يناير 2015  | ملعب ملبورن المستطيل، ملبورن، أستراليا         | 37 | أوزبكستان | 2–0   | 2–0     | كأس آسيا 2015          |
| 10 | 31 يناير 2015  | ملعب أستراليا، سيدني، أستراليا                 | 39 | أستراليا  | 1–1   | 1–2     | كأس آسيا 2015          |
| 11 | 16 يونيو 2015  | ملعب راجامانغالا، بانكوك، تايلاند              | 43 | ميانمار   | 2–0   | 2–0     | تصفيات كأس العالم 2018 |
| 12 | 3 سبتمبر 2015  | ستاد مجمع هواسيونغ، هواسونغ، كوريا الجنوبية    | 44 | لاوس      | 2–0   | 8–0     | تصفيات كأس العالم 2018 |
| 13 | 3 سبتمبر 2015  | ستاد مجمع هواسيونغ، هواسونغ، كوريا الجنوبية    | 44 | لاوس      | 5–0   | 8–0     | تصفيات كأس العالم 2018 |
| 14 | 3 سبتمبر 2015  | ستاد مجمع هواسيونغ، هواسونغ، كوريا الجنوبية    | 44 | لاوس      | 7–0   | 8–0     | تصفيات كأس العالم 2018 |
| 15 | 17 نوفمبر 2015 | ملعب لاوس الوطني الجديد، فيينتيان، لاوس        | 46 | لاوس      | 3–0   | 5–0     | تصفيات كأس العالم 2018 |
| 16 | 17 نوفمبر 2015 | ملعب لاوس الوطني الجديد، فيينتيان، لاوس        | 46 | لاوس      | 5–0   | 5–0     | تصفيات كأس العالم 2018 |
| 17 | 6 أكتوبر 2016  | ملعب كأس العالم سوون، سوون، كوريا الجنوبية     | 50 | قطر       | 3–2   | 3–2     | تصفيات كأس العالم 2018 |
| 18 | 10 أكتوبر 2017 | تيسو أرينا، بيال/بيان، سويسرا                  | 59 | المغرب    | 1–3   | 1–3     | ودية                   |
| 19 | 10 نوفمبر 2017 | ملعب كأس العالم سوون، سوون، كوريا الجنوبية     | 60 | كولومبيا  | 1–0   | 2–1     | ودية                   |
| 20 | 10 نوفمبر 2017 | ملعب كأس العالم سوون، سوون، كوريا الجنوبية     | 60 | كولومبيا  | 2–0   | 2–1     | ودية                   |
| 21 | 28 مايو 2018   | ملعب ديغو، دايغو، كوريا الجنوبية               | 64 | هندوراس   | 1–0   | 2–0     | ودية                   |
| 22 | 23 يونيو 2018  | روستوف أرينا، روستوف على نهر الدون، روسيا      | 69 | المكسيك   | 1–2   | 1–2     | كأس العالم 2018        |
| 23 | 27 يونيو 2018  | كازان أرينا، قازان، روسيا                      | 70 | ألمانيا   | 2–0   | 2–0     | كأس العالم 2018        |
| 24 | 26 مارس 2019   | ملعب كأس العالم سوون، سوون، كوريا الجنوبية     | 79 | كولومبيا  | 1–0   | 2–1     | ودية                   |
| 25 | 10 أكتوبر 2019 | ستاد مجمع هواسيونغ، هواسونغ، كوريا الجنوبية    | 84 | سريلانكا  | 1–0   | 8–0     | تصفيات كأس العالم 2022 |
| 26 | 10 أكتوبر 2019 | ستاد مجمع هواسيونغ، هواسونغ، كوريا الجنوبية    | 84 | سريلانكا  | 5–0   | 8–0     | تصفيات كأس العالم 2022 |

## الإنجازات
توتنهام هوتسبير
- الدوري الأوروبي: 2024–25
- دوري أبطال أوروبا الوصيف: 2018–19[149]
- كأس الرابطة الإنجليزية الوصيف: 2020–21

 كوريا الجنوبية تحت 17 سنة
- بطولة آسيا للناشئين تحت 16 سنة الوصيف: 2008[150]

 كوريا الجنوبية تحت 23 سنة
- دورة الألعاب الآسيوية: 2018[151]

 كوريا الجنوبية
- كأس آسيا الوصيف: 2015[122]

الفردية
- جائزة الكرة الذهبية مُرشح: 2019[152]
- فيفبرو مُرشح: 2019، 2020[153][154]
- جائزة بوشكاش: 2020[155]
- دوري أبطال أوروبا الهدف المحدد للموسم: 2014–15[156]
- دوري أبطال أوروبا فريق دور المجموعات: دوري أبطال أوروبا 2019–20[157]
- الدوري الألماني أفضل لاعب شاب من هينرود: 2010[158]
- تشكيلة نادي هامبورغ في الدوري الألماني عبر التاريخ : 2018[159]
- لاعب الشهر في الدوري الإنجليزي الممتاز: سبتمبر 2016، أبريل 2017، أكتوبر 2020[4]
- جائزة هدف الشهر في الدوري الإنجليزي الممتاز: نوفمبر 2018، ديسمبر 2019[97][160]
- جائزة هدف الموسم في الدوري الإنجليزي الممتاز: 2019–20[98]
- لاعب الشهر في الدوري الإنجليزي الممتاز من مشجعي رابطة اللاعبين المحترفين: يناير 2018[161]
- هدف الموسم من بي بي سي: 2019–20[162]
- أفضل لاعب في لندن: الدوري الإنجليزي الممتاز 2018–19[163]
- هدف الموسم في توتنهام هوتسبير: 2017–18، 2018–19، 2019–20[164][165][166]
- لاعب الموسم في توتنهام هوتسبير: 2018–19، 2019–20[166][167]
- هدف العقد في توتنهام هوتسبر: 2010-2019[168]
- أفضل لاعب كرة قدم في آسيا: 2014، 2015، 2017، 2018، 2019[169][170][171][172][173]
- كأس آسيا فريق البطولة: 2015[123]
- جائزة أفضل لاعب في آسيا: 2015، 2017، 2019[174][175][176]
- الإنجاز المتميز في الرياضة في حفل الجوائز الآسيوية: 2016[177]
- أفضل رياضي آسيوي من إيه آي بي أس: 2018[178]
- جائزة أفضل لاعب كوري: 2013، 2014، 2017، 2019، 2020[179][180][181][182][183]
- أفضل هدف كوري في العام: 2015، 2016، 2018[184][185][186]
- جائزة هداف الدوري الانجليزي: 2021–22 (مناصفة مع محمد صلاح)[187]
- فريق الموسم للدوري الإنجليزي الممتاز من فانتزي بريميرليغ: 2020–21، 2021–22، 2023–24[188][189][190]

## وصلات خارجية
- سون هيونغ مين على موقع الاتحاد الدولي (مؤرشف)  (الإنجليزية)
- سون هيونغ مين على موقع الاتحاد الدولي (مؤرشف)  (الإنجليزية)
- سون هيونغ مين على موقع الاتحاد الأوربي (الإنجليزية)
- سون هيونغ مين على موقع الاتحاد الآسيوي (الإنجليزية)
- سون هيونغ مين على موقع إي إس بي إن إف سي (الإنجليزية)
- سون هيونغ مين على موقع قاعدة بيانات كرة القدم.إي يو (الإنجليزية)
- سون هيونغ مين على موقع بيانات كرة القدم. دي إي (الألمانية)
- سون هيونغ مين على موقع ليكيب (الفرنسية)
- سون هيونغ مين على موقع ناشيونال فوتبول تيمز (الإنجليزية)
- سون هيونغ مين على موقع Soccerbase.com (لاعب) (الإنجليزية)